# 潘蒂斯伊纳尔
潘蒂斯伊纳尔（法語：Pointis-Inard，法語發音：[pwɛ̃tis inaʁ]），又称潘蒂西纳尔，是法国上加龙省的一个市镇，属于圣戈当区。

## 地理
潘蒂斯伊纳尔（43°5'10"N, 0°48'42"E）面积14.66 平方千米，位于法国奧克西塔尼大區上加龙省，该省份为法国西南部内陆省份，西南端与西班牙接壤，自此顺时针与上比利牛斯省、热尔省、塔恩-加龙省、塔恩省、奥德省和阿列日省接壤。
与潘蒂斯伊纳尔接壤的市镇（或旧市镇、城区）包括：埃斯唐卡尔邦、冈蒂、拉巴特伊纳尔、莱斯皮托、科曼日地区米拉蒙、蒙泰斯庞、里约卡泽、苏埃什。

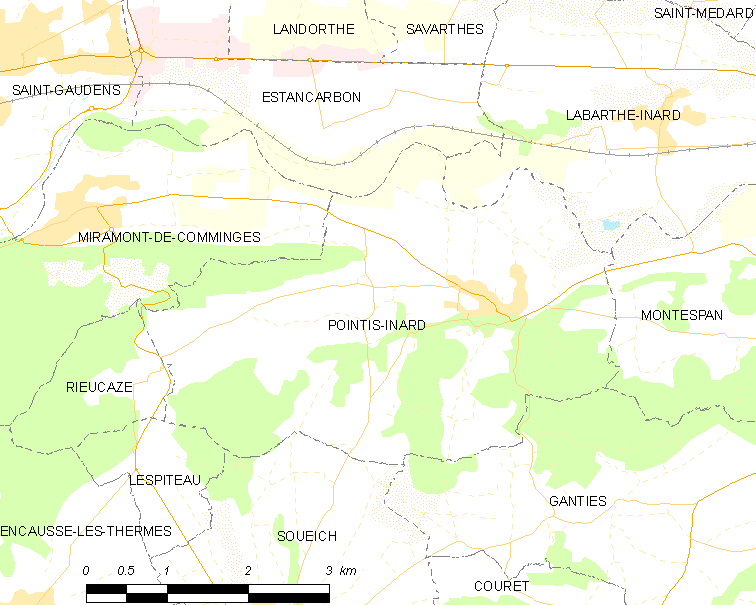
潘蒂斯伊纳尔的OSM定位图

潘蒂斯伊纳尔的时区为UTC+01:00、UTC+02:00（夏令时）。

## 行政
潘蒂斯伊纳尔的邮政编码为31800，INSEE市镇编码为31427。

## 政治
潘蒂斯伊纳尔所属的省级选区为圣戈当县。

## 人口

1962-2008年间潘蒂斯伊纳尔人口变化图示

潘蒂斯伊纳尔于2022年1月1日时的人口数量为920人。